# Nathan Lutz
Nathan Lutz (født d. 12. februar 1978 i Mistatim, Saskatchewan, Canada) er en canadisk ishockeyspiller der i sæsonen 2007-08 spiller for Rødovre Mighty Bulls i Superisligaen. Hans foretrukne position på isen er back, og han vejer omkring 100 kg.
Lutz spiller i sæsonen 2007-08 sin første sæson i Europa. Han har tidligere spillet flere sæsoner i AHL, men har senest spillet for Rockford IceHogs i UHL.
Umiddelbart efter sin ankomst til Rødovre blev han stemplet som en spiller, der udelukkende var i isligaen for at slås – mange så ham som Rødovres nye Luke Sellars. Nathan Lutz beviste dog, at han kunne andet end at slås, og faldt hurtigt ned fra toppladserne på isligaens bisseliste. Efter en omdiskuteret game misconduct i en kamp mod Herlev Hornets var han dog atter at finde på listens topplads umiddelbart før jul.